# Mary Elizabeth Lange
Mary Elizabeth Lange, Serva de Deus (1784 - 3 de Fevereiro de 1882) foi a fundadora da ordem das Oblate Sisters of Providence. O país de nascimento de Elizabeth não está documentado, mas a tradição oral indica que teria nascido no Haiti e ter-se-ia mudado para Cuba com a sua família.
As Oblate Sisters of Providence foram fundadas por Mary Lange, OSP, e o Rev. James Nicholas Joubert, como a primeira congregação de mulheres religiosas de descendência africana.